# ゴードン・ネルソン
ゴードン・ネルソン（Gordon George Nelson、1930年3月27日 - 2012年12月17日）は、カナダ・マニトバ州ウィニペグ出身のプロレスラー。
タイトルには恵まれなかったものの、プロレス界でも有数のシューターとして知られ、その実力はカール・ゴッチも一目置いていたという。ドリー・ファンク・シニアやエディ・グラハムといったプロモーターからも信頼され、腕自慢の素人などの道場破りを迎撃するポリスマン（用心棒）を任されていた。

## 来歴
プロ転向前はレスリングの強豪として鳴らし、1951年、1954年、1955年とマニトバ州のライトヘビー級王者になっている。1952年のヘルシンキと1956年のメルボルンの両オリンピックの代表候補にも選ばれたが、資金不足のためカナダが選手団を現地に派遣できず、出場を断念。それまでもセミプロの立場で単発的にプロレスのリングに上がっていたが、アルバート "オリー" オルセンのもとでプロとしての本格的なトレーニングを積み、1956年に地元のウィニペグにてデビュー。
ほどなくしてイギリスに渡り、以降1960年代全般にわたって英国マット界で活動。ビリー・ジョイス、ロッキー・ウォール、ジェフ・ポーツ、ダニー・リンチ、アル・ヘイズ、ビル・ロビンソン、ワイルド・アンガス、パット・バレットといった地元勢をはじめ、ゼブラ・キッド、ジョージ・ゴーディエンコ、ピーター・メイビアなど、当時英国を主戦場としていたアメリカやカナダの選手とも対戦した。1963年初頭に一時北米に戻り、ウィニペグをカナダの興行拠点としていたAWAのサーキットに参加。ジャック・ランザと組み、ミネソタにてカルミコフ・ブラザーズのAWA世界タッグ王座に挑戦している。
イギリスでは、ジ・アウトロー（The Outlaw）なるヒールの覆面レスラーにも変身。1968年6月、当時ヨーロッパを外国人選手の招聘ルートとしていた国際プロレスに、このギミックで初来日。スカイ・ハイ・リーやイアン・キャンベルと組んで豊登&サンダー杉山のTWWA世界タッグ王座に挑戦した。翌1969年10月には、覆面を脱いで素顔のゴードン・ネルソンとして再来日している。
1970年代からは活動拠点を北米に戻して、1970年よりテキサス西部のアマリロ地区（ドリー・ファンク・シニア主宰のNWAウエスタン・ステーツ・スポーツ）に参戦。再び覆面レスラーに変身して、ミスター・レスリング（Mr. Wrestling）を名乗ってテリー・ファンクと抗争。1971年3月には素顔のゴードン・ネルソンとして日本プロレスに来日、第13回ワールドリーグ戦に出場した。翌1972年5月にはミスター・レスリングとして再来日。フェアプレイを身上としたティム・ウッズ版の本家ミスター・レスリングとは異なり、悪の白覆面となってラフファイトを展開、5月31日の福井大会では大木金太郎のアジアヘビー級王座に挑戦した。翌1973年1月、再び素顔に戻り、旗揚げして間もない全日本プロレスに参戦している。
帰米後はロサンゼルスのNWAハリウッド・レスリングに出場し、1973年4月11日、素顔のゴードン・ネルソン名義でリッパー・コリンズと組みNWAアメリカス・タッグ王座を獲得。ミスター・レスリングとしても、8月15日にパク・ソン、11月17日にドクター・デス（ドン・アーノルド）をパートナーに戴冠している。1974年からは再びアマリロを主戦場として、ルーキー時代のスタン・ハンセンやボブ・バックランドと対戦。1976年はプエルトリコのWWCに参戦、海外遠征中だったヒゴ・ハマグチことアニマル浜口と組み、10月16日にバヤモンにてアントニオ・ロッカ&ミゲル・ペレスからWWC北米タッグ王座を奪取した。
1977年より主戦場をエディ・グラハム主宰のチャンピオンシップ・レスリング・フロム・フロリダ（CWF）に移して、以降キャリア晩年までフロリダで活動。1980年代に入るとジョバーのポジションに回り、バリー・ウインダムなど当時の若手選手の壁ともなった。1983年の引退後はレフェリーを務める一方、リング・クルーのマネージメント業務を担当。CWFを買収したジム・クロケット・プロモーションズやWCWでも同業務を手掛け、WCWがWWFに買収される2001年まで携わった。
2012年12月17日、心不全と肺炎により死去。82歳没。晩年は1970年代の主戦場だったアマリロに居住していた。

## 得意技
- グレイプヴァイン[2]
- ボストン・クラブ[13]

## 獲得タイトル
NWAウエスタン・ステーツ・スポーツ
- NWAウエスタン・ステーツ・タッグ王座：4回（w / ザ・グラディエーター＝リック・ハンター×3、エリック・ロメル）[14]

NWAハリウッド・レスリング
- NWAアメリカス・タッグ王座：3回（w / リッパー・コリンズ、パク・ソン、ドクター・デス＝ドン・アーノルド）[11]

ワールド・レスリング・カウンシル
- WWC北米タッグ王座：1回（w / ヒゴ・ハマグチ）[12]